# فهرست آثار ملی شهرستان ساوه
شهرستان ساوه یکی از شهرستان‌های استان مرکزی ایران است که مرکز آن شهر ساوه است. این شهرستان از دو بخش به نام‌های مرکزی و نوبران تشکیل شده است.

## آثار ثبت‌شده
| ردیف | نام اثر                                 | نگاره | دیرینگی                             | موقعیت                                                                                              | شمارهٔ ثبت | تاریخ ثبت  | منبع  |
| ---- | --------------------------------------- | ----- | ----------------------------------- | --------------------------------------------------------------------------------------------------- | --------- | ---------- | ----- |
| ۱    | مناره مسجد میدان                        |       | قرن ۵ ق                             | میدان انقلاب، مسجد سرخ ۳۵°۰′۵۹٫۴″ شمالی ۵۰°۲۱′۴۲٫۸″ شرقی / ۳۵٫۰۱۶۵۰۰°شمالی ۵۰٫۳۶۱۸۸۹°شرقی           | ۱۵۵       | ۱۳۱۰/۱۰/۱۵ | [ ۱ ] |
| ۲    | مسجد جامع ساوه                          |       | سلجوقیان                            | در جنوب شهر فعلی در خرابه‌های مکان قدیم ۳۵°۰′۳۷″ شمالی ۵۰°۲۱′۴۷″ شرقی / ۳۵٫۰۱۰۲۸°شمالی ۵۰٫۳۶۳۰۶°شرقی | ۱۵۶       | ۱۳۱۰/۱۰/۱۵ | [ ۲ ] |
| ۳    | مناره مسجد جامع ساوه                    |       | سلجوقیان                            | خ سلمان ساوجی، مسجد جامع                                                                            | ۱۵۷       | ۱۳۱۰/۱۰/۱۵ |       |
| ۴    | امامزاده سید اسحاق (ساوه)               |       | قرن ۷ ق                             | بخش زرند                                                                                            | ۲۷۹       | ۱۳۱۵/۱۲/۱۲ |       |
| ۵    | تپه باستانی آوه و خرابه‌های اطراف آن     |       | نیمه اول هزاره یک ق. م تا قرن ۹ ق   | در سی و دو کیلومتری جنوب شرقی ساوه                                                                  | ۴۳۷       | ۱۳۴۴/۰۵/۱۸ |       |
| ۶    | کهک                                     |       | قرن ۶ ق                             | خرقان، رازقان، غرب قریه بلوبندی                                                                     | ۷۶۱       | ۱۳۴۶/۰۷/۱۸ |       |
| ۷    | امامزاده سید هارون                      |       | قرن ۷ ق                             | ۱۲ کیلومتری جاده شوسه ساوه به باقرآباد                                                              | ۱۱۷۸      | ۱۳۵۴/۰۷/۱۴ |       |
| ۸    | حمام کلبعلیخان خلج                      |       | زندیه                               | آبادی مریور بخش خرقان و ۶۵                                                                          | ۱۱۷۹      | ۱۳۵۴/۰۷/۱۴ |       |
| ۹    | دالان حاجی ملک                          |       | زندیه                               | جبهه غربی وسط بازار بزرگ                                                                            | ۱۱۸۰      | ۱۳۵۴/۰۷/۱۴ |       |
| ۱۰   | آرامگاه اشموئیل نبی                     |       | قرن ۸ و ۱۰ ق                        | قریه پیغمبریه بخش خرقان                                                                             | ۱۱۸۱      | ۱۳۵۴/۰۷/۱۴ |       |
| ۱۱   | بند شاه عباسی                           |       | قرن ۷ و ۱۱ ق                        | ۲۵ کیلومتری جنوب ساوه                                                                               | ۱۱۸۲      | ۱۳۵۴/۰۷/۱۴ |       |
| ۱۲   | امامزاده یونس                           |       | اواخرقرن ۹ ق                        | جنوب غربی آبادی مرق، ۵۰ کیلومتری ساوه                                                               | ۱۱۸۳      | ۱۳۵۴/۰۷/۱۴ |       |
| ۱۳   | پل یک چشمه و هشت چشمه/ پل‌های سرخده      |       | صفویه                               | شمال غرب سرخده                                                                                      | ۱۱۸۴      | ۱۳۵۴/۰۷/۱۴ |       |
| ۱۴   | کاروانسرای عبدالغفارخان (باغ شیخ)       |       | زندیه                               | ۸ کیلومتری مسیر جاده شوسه ساوه                                                                      | ۱۱۸۵      | ۱۳۵۴/۰۷/۱۴ |       |
| ۱۵   | کاروان‌سرای خشکه رود                     |       | صفویه                               | واقع در مسیر جاده خرقان                                                                             | ۱۱۸۶      | ۱۳۵۴/۰۷/۱۴ |       |
| ۱۶   | کاروان‌سرای شاه عباسی ورده               |       | صفویه                               | ۵۰ کیلومتری شمال ساوه                                                                               | ۱۱۸۸      | ۱۳۵۴/۰۷/۱۴ |       |
| ۱۷   | مسجد بازار ساوه                         |       | زندیه                               | ضلع شمالی تکیه بازار ساوه                                                                           | ۱۱۸۹      | ۱۳۵۴/۰۷/۱۴ |       |
| ۱۸   | تپه گبری الویر                          |       | پیش از تاریخ ـ اسلامی               | ۲ کیلومتری شرق آبادی الویر                                                                          | ۱۱۹۰      | ۱۳۵۴/۰۷/۱۴ |       |
| ۱۹   | آب‌انبار حاج میرزا حسین عاملی            |       | زندیه                               | جبهه غربی خیابان جدیدالاحداث تهجی                                                                   | ۱۱۹۱      | ۱۳۵۴/۰۷/۱۴ |       |
| ۲۰   | تپه‌های قریه آجان/ قلعه گبری             |       | هزاره یک ق‌م ـ اسلامی                | شرق آبادی آجان                                                                                      | ۱۱۹۲      | ۱۳۵۴/۰۷/۱۴ |       |
| ۲۱   | تپه باستانی آسیاباد/ اسیرآباد           |       | ساسانی                              | جنوب شرق امامزاده سید اسحق                                                                          | ۱۱۹۳      | ۱۳۵۴/۰۷/۱۴ |       |
| ۲۲   | تپه امامزاده عبدالله                    |       | پیش از تاریخ ـ تاریخی               | شرق آبادی اوجان                                                                                     | ۱۱۹۴      | ۱۳۵۴/۰۷/۱۴ |       |
| ۲۳   | بیوک تپه                                |       | ساسانی ـ اسلامی                     | شرق آبادی اوجان ۱۸ کیلومتری جاده ساوه                                                               | ۱۱۹۵      | ۱۳۵۴/۰۷/۱۴ |       |
| ۲۴   | تپه باستانی ینگه ارخی                   |       | اشکانی (پارت) ـ ساسانی              | ۵ کیلومتری غرب نوبران                                                                               | ۱۱۹۶      | ۱۳۵۴/۰۹/۱۰ |       |
| ۲۵   | آرامگاه امامزاده اسماعیل                |       | صفویه ـ قاجاریه                     | شرق قریه خورق، روستای پل آباد                                                                       | ۱۱۹۸      | ۱۳۵۴/۰۹/۱۰ |       |
| ۲۶   | بقعه امامزاده نوح بن موسی بن            |       | صفویه ـ قاجاریه                     | ۵ کیلومتری جنوب دهستان غرق آباد                                                                     | ۱۱۹۹      | ۱۳۵۴/۰۹/۱۰ |       |
| ۲۷   | تپه قلعه مجیدآباد                       |       | اشکانی (پارت) ـ ساسانی ـ اسلامی     | شمال غرب نوبران سمت راست جاده اصفهان                                                                | ۱۲۰۰      | ۱۳۵۴/۰۹/۱۰ |       |
| ۲۸   | منطقه باستانی مزلقان                    |       | ساسانی ـ اسلامی                     | ۶۰ کیلومتری سمت چپ جاده آسفالته                                                                     | ۱۲۰۱      | ۱۳۵۴/۰۹/۱۰ |       |
| ۲۹   | تپه باستانی شیشه لی بایر                |       | ساسانی ـ اسلامی                     | شمال شرق قریه قرمزین                                                                                | ۱۲۰۲      | ۱۳۵۴/۰۹/۱۰ |       |
| ۳۰   | تپه باستانی خسرو                        |       | ساسانی ـ اسلامی                     | شرق قریه دمورچی                                                                                     | ۱۲۰۳      | ۱۳۵۴/۰۹/۱۰ |       |
| ۳۱   | تپه باستانی قیجه با قیلجه               |       | هزاره ۵ ق‌م تا ساسانی                | قریه چمران بخش نوبران                                                                               | ۱۲۰۴      | ۱۳۵۴/۰۹/۱۰ |       |
| ۳۲   | تپه باستانی فستق/ پسته                  |       | هزاره ۵ ق‌م تا ساسانی                | شمال رودخانه مزلقان جای و قریه فتیق                                                                 | ۱۲۰۵      | ۱۳۵۴/۰۹/۱۰ |       |
| ۳۳   | تپه باستانی گل محمد                     |       | پیش از تاریخ                        | غرب قریه چاه بهار بخش نوبران                                                                        | ۱۲۰۶      | ۱۳۵۴/۰۹/۱۰ |       |
| ۳۴   | تپه طیب و طاهر                          |       | هزاره یک ق‌م (به بعد)                | شرق قریه آقداش شمال غرب نوبران ساوه                                                                 | ۱۲۰۷      | ۱۳۵۴/۰۹/۱۰ |       |
| ۳۵   | تپه باستانی سلطان خانقاه                |       | اواخر هزاره دو ق‌م                   | شرق دره گوشمال دره قریه خانقاه                                                                      | ۱۲۰۸      | ۱۳۵۴/۰۹/۱۰ |       |
| ۳۶   | گورستان رازین/ سوسن نقین                |       | هزاره یک ق‌م (به بعد)                | شرق قریه رازین و جنوب رودخانه مزلقان                                                                | ۱۲۰۹      | ۱۳۵۴/۰۹/۱۰ |       |
| ۳۷   | تپه باستانی معروف به قلعه               |       | اشکانی (پارت) ـ ساسانی              | واقع در یک کیلومتری جنوب خدابنده                                                                    | ۱۲۱۰      | ۱۳۵۴/۰۹/۱۰ |       |
| ۳۸   | تپه باستانی شمال قریه چال فخره          |       | اشکانی (پارت) ـ ساسانی              | سمت چپ جاده، دو کیلومتری قریه چال                                                                   | ۱۲۱۱      | ۱۳۵۴/۰۹/۱۰ |       |
| ۳۹   | تپه باستانی علیدرزی                     |       | ساسانی ـ قرون اولیه اسلامی          | جنوب قریه علیدرزی                                                                                   | ۱۲۱۲      | ۱۳۵۴/۰۹/۱۰ |       |
| ۴۰   | تپه باستانی جوشقان                      |       | پیش از تاریخ ـ ـ ساسانی             | ۱۲ کیلومتری شمال غرب نوبران                                                                         | ۱۲۱۳      | ۱۳۵۴/۰۹/۱۰ |       |
| ۴۱   | تپه باستانی جمشیدآباد                   |       | هزاره یک ق‌م (به بعد)                | ۴۵ کیلومتری غرب ساوه                                                                                | ۱۲۱۴      | ۱۳۵۴/۰۹/۱۰ |       |
| ۴۲   | تپه باستانی شماره یک خونی               |       | هزاره یک ق‌م (یه یعد)                | شمال شرق قریه خونی نوبران                                                                           | ۱۲۱۵      | ۱۳۵۴/۰۹/۱۰ |       |
| ۴۳   | تپه باستانی شماره دو خونی               |       | هزاره یک ق‌م (به بعد)                | جنوب شرقی قریه خونی بخش نوبران                                                                      | ۱۲۱۶      | ۱۳۵۴/۰۹/۱۰ |       |
| ۴۴   | گورستان کله دشت                         |       | هزاره ۳ ق‌م (به بعد)                 | غرب قریه و تپه باستانی کله دشت                                                                      | ۱۲۱۷      | ۱۳۵۴/۰۹/۱۰ |       |
| ۴۵   | منطقه باستانی سوسن نقین                 |       | هزاره یک ق‌م (به بعد)                | غرب قریه سوسن نقین بخش نوبران                                                                       | ۱۲۱۸      | ۱۳۵۴/۰۹/۱۰ |       |
| ۴۶   | بقعه امامزاده سید منصوربن موسی بن جعفر  |       | صفویه                               | قریه مامونیه، مرکز بخش زرند                                                                         | ۱۲۲۶      | ۱۳۵۴/۰۹/۱۰ |       |
| ۴۷   | بنای امامزاده سید حمزه                  |       | صفویه                               | شهرستان ساوه، بخش مرکزی، شمال غربی روستای مجیدآباد                                                  | ۱۲۸۹      | ۱۳۵۵/۰۹/۲۲ |       |
| ۴۸   | کاروانسرای عبدالغفارخان (مجیدآباد)      |       | اواخرزندیه                          | شهرستان ساوه، بخش مرکزی، شمال غربی روستای مجیدآباد                                                  | ۱۲۹۰      | ۱۳۵۵/۰۹/۲۲ |       |
| ۴۹   | آرامگاه امامزاده فضل بن سلیمان          |       | سلجوقیان                            | جنوب شرق منطقه باستانی آو                                                                           | ۱۳۰۷      | ۱۳۵۵/۰۹/۲۲ |       |
| ۵۰   | آرامگاه فاطمه بنت شجاع                  |       | صفویه                               | روستای نیوشت، ۲۵ کیلومتری شمال غرب ساوه                                                             | ۱۳۰۸      | ۱۳۵۵/۱۰/۲۰ |       |
| ۵۱   | آرامگاه امامزاده پیغمبر                 |       | قرن ۶ ق                             | شهرستان ساوه، بخش مرکزی، روستای آوه                                                                 | ۱۳۰۹      | ۱۳۵۵/۰۹/۲۲ |       |
| ۵۲   | تپه باستانی عباسلو                      |       | هزاره ۴ و ۳ ق. م                    | شرق قریه بندچای بخش حومه                                                                            | ۱۳۵۸      | ۱۳۵۶/۰۱/۲۲ |       |
| ۵۳   | منطقه باستانی پیک                       |       | پیش از تاریخ ـ اسلامی               | سمت غرب قریه پیک بخش زرند                                                                           | ۱۳۵۹      | ۱۳۵۶/۰۱/۲۲ |       |
| ۵۴   | منطقه باستانی عبدالله‌آباد               |       | اسلامی تا قرن ۹ ق                   | شهرستان زرندیه، شهر مأمونیه، زرند کهنه، انتهای خیابان مفتح                                          | ۱۳۶۰      | ۱۳۵۶/۰۱/۲۲ |       |
| ۵۵   | منطقه باستانی مشکین تپه یا تپه سنگی     |       | اسلامی تا قرن ۱۰ ق                  | جنوب غربی ایستگاه راه‌آهن پرندک                                                                      | ۱۳۶۱      | ۱۳۵۶/۰۱/۲۲ |       |
| ۵۶   | منطقه باستانی گزنگ صدرآباد              |       | هزاره ۵ ق‌م تا ساسانی                | بین قراء صدرآباد و خان آباد بخش زرند                                                                | ۱۳۶۲      | ۱۳۵۶/۰۱/۲۲ |       |
| ۵۷   | گنبد چهارسوق                            |       | صفویه                               | شهرستان ساوه، شهرساوه، خیابان سلمان ساوجی                                                           | ۱۳۸۲      | ۱۳۵۶/۰۳/۱۶ |       |
| ۵۸   | تپه جنوب مسجد جامع ساوه                 |       | قرن ۴ تا ۷ ق                        | جنوب مسجد جامع ساوه                                                                                 | ۱۴۸۷      | ۱۳۵۴/۰۹/۱۰ |       |
| ۵۹   | تپه پار                                 |       | قرن ۶ و ۸ ق                         | شمال به خیابان امام خمینی و جنوب به میدان مسح                                                       | ۱۵۵۴      | ۱۳۵۶/۱۰/۱۹ |       |
| ۶۰   | کاروان‌سرای فتحعلیشاهی                   |       | قاجاریه                             | مسیر جاده تهران ساوه کیلومتر ۳۷                                                                     | ۱۵۵۸      | ۱۳۵۶/۱۰/۱۹ |       |
| ۶۱   | بازار ساوه                              |       | صفویه                               | شمال به خ امام خمینی (ره) و جنوب به م مسجد                                                          | ۲۵۲۶      | ۱۳۷۸/۰۹/۱۵ |       |
| ۶۲   | کاروان‌سرای آوه                          |       | صفویه                               | بخش مرکزی دهستان قره چای ۲۵ کیلومتری جنوب ساوه در مجاورب روستای آوه                                 | ۳۴۸۹      | ۱۳۷۹/۱۲/۲۵ |       |
| ۶۳   | تپه قلعه باش علیشار                     |       | تاریخی ـ اسلامی                     | شهرستان ساوه، بخش خرقان، روستای علیشار                                                              | ۵۶۱۴      | ۱۳۸۰/۱۲/۲۵ |       |
| ۶۴   | تپه خرم‌آباد                             |       | تاریخی ـ اسلامی                     | شهرستان ساوه، دو کیلومتری شرق کاروانسرای مجیدآباد                                                   | ۵۶۱۵      | ۱۳۸۰/۱۲/۲۵ |       |
| ۶۵   | تپه خورشیدآباد                          |       | اسلامی                              | شهرستان ساوه، مامونیه یک کیلومتری شرق روستای خورشیدآباد                                             | ۵۶۱۶      | ۱۳۸۰/۱۲/۲۵ |       |
| ۶۶   | تپه دوزج                                |       | تاریخی ـ اسلامی                     | شهرستان ساوه، بخش خرقان، شمال روستای دوزج                                                           | ۵۶۱۷      | ۱۳۸۰/۱۲/۲۵ |       |
| ۶۷   | تپه چچک‌آباد                             |       | اسلامی                              | شهرستان ساوه، ۱۸ کیلومتری جنوب شرقی ساوه روستای چچک آباد                                            | ۵۶۱۸      | ۱۳۸۰/۱۲/۲۵ |       |
| ۶۸   | تپه سنگرمرد تپه‌سی                       |       | تاریخی                              | شهرستان ساوه، دهستان خرقان، یک کیلومتری شمال شرق روستای آجان                                        | ۵۶۱۹      | ۱۳۸۰/۱۲/۲۵ |       |
| ۶۹   | قوچه تپه (سیدآباد)                      |       | اسلامی                              | شهرستان ساوه، بخش خرقان، ۵۰۰ متری روستای سیدآباد                                                    | ۵۶۲۰      | ۱۳۸۰/۱۲/۲۵ |       |
| ۷۰   | تپه کله دشت                             |       | پیش از تاریخ ـ تاریخی ـ اسلامی      | شهرستان ساوه، بخش نوبران، روستای کله دشت                                                            | ۵۶۲۱      | ۱۳۸۰/۱۲/۲۵ |       |
| ۷۱   | محوطه باستانی انجیلاوند                 |       | اسلامی                              | ۱۵ کیلومتری شرق ساوه، ۵۰۰متری غرب روستای انجیلاوند سفلی                                             | ۵۶۲۲      | ۱۳۸۰/۱۲/۲۵ |       |
| ۷۲   | تپه قلاع لو                             |       | تاریخی ـ اسلامی                     | شهرستان ساوه، بخش خرقان، ۴ کیلومتری جنوب شرقی روستای بره موم                                        | ۵۶۲۳      | ۱۳۸۰/۱۲/۲۵ |       |
| ۷۳   | چلمک تپه                                |       | تاریخی ـ اسلامی                     | شهرستان ساوه، بخش خرقان، دو کیلومتری جنوب غربی روستای چناقچی سفلی                                   | ۵۶۲۴      | ۱۳۸۰/۱۲/۲۵ |       |
| ۷۴   | تپه مشانه                               |       | تاریخی ـ اسلامی                     | شهرستان ساوه، بخش خرقان، ۱/۵ کیلومتری جنوب روستای چناقچی سفلی                                       | ۵۶۲۵      | ۱۳۸۰/۱۲/۲۵ |       |
| ۷۵   | یخچال مهدی‌آباد                          |       | قاجاریه                             | شهرستان ساوه، ۴ کیلومتری جنوب شهرماءمونیه روستای خورشید آباد                                        | ۵۹۷۵      | ۱۳۸۱/۰۵/۰۸ |       |
| ۷۶   | مسجد اعظم                               |       | صفویه                               | شهرستان ساوه، بخش خرقان، داخل روستای چلسبان                                                         | ۷۷۰۰      | ۱۳۸۱/۱۲/۱۷ |       |
| ۷۷   | قلعه دختر (قیز قلعه)                    |       | ساسانی                              | شهرستان ساوه، ۲۵ کیلومتری جنوب غرب شهر ساوه، بخش مرکزی، مجاور روستای قیز قلعه                       | ۸۶۰۰      | ۱۳۸۲/۰۲/۰۹ |       |
| ۷۸   | مسجد احمدآباد                           |       | پهلوی دوم                           | شهرستان ساوه، بخش مرکزی، دهستان طراز ناهید، روستای احمدآّباد                                         | ۱۹۰۵۳     | ۱۳۸۶/۰۲/۲۰ |       |
| ۷۹   | تکیه باغ شیخ                            |       | قاجاریه                             | شهرستان ساوه، بخش مرکزی، دهستان طراز ناهید، روستای باغ شیخ                                          | ۱۹۰۵۶     | ۱۳۸۶/۰۲/۲۰ |       |
| ۸۰   | تپه خشتی گرگ انبان                      |       | قرون میانه اسلامی                   | شهرستان ساوه، بخش مرکز ی، دهستان طراز ناهید، روستای گرگ انبان                                       | ۲۲۰۵۳     | ۱۳۸۶/۱۲/۲۶ |       |
| ۸۱   | تپه اوغلان قلعه                         |       | قرون اولیه اسلامی ـ اشکانی          | شهرستان ساوه، بخش مرکزی، دهستان قره چای، شرق روستای آسیابک بند                                      | ۲۲۰۵۴     | ۱۳۸۶/۱۲/۲۶ |       |
| ۸۲   | تپه کرجا                                |       | اشکانی                              | شهرستان ساوه، بخش نوبران، دهستان کوهپایه، روستای خلیفه کندی                                         | ۲۲۰۵۸     | ۱۳۸۶/۱۲/۲۶ |       |
| ۸۳   | تپه اتابکی                              |       | قرون میانه اسلامی                   | شهرستان ساوه، بخش مرکزی، دهستان قره چای، روستای آسیابک بند                                          | ۲۲۰۶۲     | ۱۳۸۶/۱۲/۲۶ |       |
| ۸۴   | تپه گبری                                |       | اشکانی                              | شهرستان ساوه، بخش مرکزی، دهستان قره چای، روستای آسیابک بند                                          | ۲۲۰۶۳     | ۱۳۸۶/۱۲/۲۶ |       |
| ۸۵   | تپه گبری                                |       | اشکانی ـ ساسانی                     | شهرستان ساوه، بخش نوبران، دهستان کوهپایه، روستای دروزان                                             | ۲۲۰۶۷     | ۱۳۸۶/۱۲/۲۶ |       |
| ۸۶   | تپه یحیی‌آباد                            |       | قرون میانه اسلامی                   | شهرستان ساوه، بخش مرکز ی، دهستان طرازناهید، روستای یحیی آباد                                        | ۲۲۰۷۳     | ۱۳۸۶/۱۲/۲۶ |       |
| ۸۷   | جن تپه                                  |       | مفرغ ـ آهن                          | شهرستان ساوه، بخش مرکز ی، دهستان قره چای، روستای آسیابک بند                                         | ۲۲۰۸۱     | ۱۳۸۶/۱۲/۲۶ |       |
| ۸۸   | تپه قردین                               |       | قرون میانه اسلامی                   | شهرستان ساوه، بخش مرکز ی، دهستان قره چای، روستای قردین                                              | ۲۲۰۸۵     | ۱۳۸۶/۱۲/۲۶ |       |
| ۸۹   | تپه والمان                              |       | اشکانی ـ قرون میانه اسلامی          | شهرستان ساوه، بخش مرکز ی، دهستان طراز ناهید، روستای والمان                                          | ۲۲۰۸۹     | ۱۳۸۶/۱۲/۲۶ |       |
| ۹۰   | آب‌انبار شاه عباسی و شیخ حسن ریاضی       |       | قاجاریه ـ صفویه                     | شهرستان ساوه، بخش مرکزی، دهستان قره چای، روستای لالائین                                             | ۲۲۰۹۶     | ۱۳۸۶/۱۲/۲۶ |       |
| ۹۱   | تپه سنگر تپه سی                         |       | اشکانی                              | شهرستان ساوه، بخش مرکزی، دهستان کوهپایه، روستای کردک                                                | ۲۲۹۹۱     | ۱۳۸۷/۰۳/۰۷ |       |
| ۹۲   | تپه آق دره                              |       | اشکانی ـ ساسانی ـ قرون اولیه اسلامی | شهرستان ساوه، بخش مرکزی، دهستان شاهسون کندی، مزرعه آق دره                                           | ۲۲۹۹۴     | ۱۳۸۷/۰۳/۰۷ |       |
| ۹۳   | تپه رفسیجان                             |       | اشکانی ـ قرن ۵ تا ۷ ق               | شهرستان ساوه، بخش مرکزی، دهستان رودشور، روستای رفسیجان                                              | ۲۲۹۹۶     | ۱۳۸۷/۰۳/۰۷ |       |
| ۹۴   | تپه گوور                                |       | ساسانی ـ قرون اولیه و میانه اسلامی  | شهرستان ساوه، بخش نوبران، دهستان کوهپایه، روستای گوجه منار                                          | ۲۲۹۹۹     | ۱۳۸۷/۰۳/۰۷ |       |
| ۹۵   | تپه طراز ناهید                          |       | سلجوقی ـ ایلخانی                    | شهرستان ساوه، بخش مرکزی، دهستان طرازناهید، روستای طرازناهید                                         | ۲۳۰۰۰     | ۱۳۸۷/۰۳/۰۷ |       |
| ۹۶   | آب‌انبار باغ شیخ                         |       | اواخر زندیه                         | شهرستان ساوه، بخش مرکزی، دهستان طراز ناهید، روستای باغ شیخ                                          | ۲۳۰۰۲     | ۱۳۸۷/۰۳/۰۷ |       |
| ۹۷   | آب‌انبار عبدل‌آباد                        |       | قاجاریه                             | شهر ساوه، محله عبدل آباد                                                                            | ۲۳۱۱۳     | ۱۳۸۷/۰۵/۰۲ |       |
| ۹۸   | محوطه تیله کنی                          |       | قرون میانه اسلامی                   | شهرستان ساوه، بخش مرکزی، دهستان طراز ناهید، روستای رضاآباد                                          | ۲۳۱۱۹     | ۱۳۸۷/۰۵/۰۲ |       |
| ۹۹   | محوطه بل قلعه                           |       | قرون میانه و متاخر اسلامی           | شهرستان ساوه، بخش مرکزی، دهستان طراز ناهید، روستای باغ شیخ                                          | ۲۳۱۲۱     | ۱۳۸۷/۰۵/۰۲ |       |
| ۱۰۰  | آرامگاه زکریای جوجین                    |       | قرن ۹و ۸ه‍.ق                          | شهرستان ساوه، بخش مرکزی، دهستان قره چای، روستای جوجین                                               | ۲۳۷۸۸     | ۱۳۸۷/۰۸/۲۵ |       |
| ۱۰۱  | آرامگاه شاهزاده یحیی                    |       | قاجاریه                             | شهر ساوه، خیابان طالقانی                                                                            | ۲۳۷۹۰     | ۱۳۸۷/۰۸/۲۵ |       |
| ۱۰۲  | تپه الوسجرد                             |       | قرن ۵ تا ۹ ه‍.ق                       | شهرستان ساوه، بخش مرکزی، دهستان قره چای، روستای الوسجرد                                             | ۲۳۷۹۸     | ۱۳۸۷/۰۸/۲۵ |       |
| ۱۰۳  | امامزاده عبدالله اوجان                  |       | سلجوقی                              | شهرستان ساوه، بخش مرکزی، دهستان قره چای، روستای اوجان                                               | ۲۳۷۹۹     | ۱۳۸۷/۰۸/۲۵ |       |
| ۱۰۴  | تپه امامزاده حمزه                       |       | سلجوقی ـ ایلخانی                    | شهرستان ساوه، بخش مرکزی، دهستان طراز ناهید، روستای غازم آباد                                        | ۲۳۸۰۰     | ۱۳۸۷/۰۸/۲۵ |       |
| ۱۰۵  | تپه زنگیل                               |       | سلجوقی ـ ایلخانی                    | شهرستان ساوه، بخش مرکزی، دهستان طراز ناهید، روستای قلعه شیرخان                                      | ۲۳۸۰۱     | ۱۳۸۷/۰۸/۲۵ |       |
| ۱۰۶  | تپه هریسان                              |       | قرن ۵ تا ۸ ه‍.ق                       | شهرستان ساوه، بخش مرکزی، دهستان قره چای، روستای هریسان                                              | ۲۳۸۰۲     | ۱۳۸۷/۰۸/۲۵ |       |
| ۱۰۷  | تپه دالستان                             |       | اواخر ساسانی تا قرون میانه اسلامی   | شهرستان ساوه، بخش مرکزی، دهستان قره چای، روستای دالستان                                             | ۲۳۸۰۴     | ۱۳۸۷/۰۸/۲۵ |       |
| ۱۰۸  | آرامگاه استاد و شاگرد                   |       | صفویه                               | شهر ساوه، خیابان سلمان ساوجی، جنوب مسجد جامع                                                        | ۲۳۸۱۱     | ۱۳۸۷/۰۸/۲۵ |       |
| ۱۰۹  | آب‌انبار سید اسحاق                       |       | تیموری ـ صفویه ـ قاجاریه            | شهر ساوه، میدان سرداران                                                                             | ۲۳۸۱۲     | ۱۳۸۷/۰۸/۲۵ |       |
| ۱۱۰  | تپه استوج                               |       | ساسانی ـ قرون میانه اسلامی          | شهرستان ساوه، بخش مرکزی، دهستان قره چای، روستای استوج                                               | ۲۵۰۳۰     | ۱۳۸۷/۱۲/۱۸ |       |
| ۱۱۱  | امامزاده علی اصغر و مرقد آیت الله مطهری |       | سلجوقی ـ قرون میانه اسلامی          | شهرستان ساوه، بخش مرکزی                                                                             | ۲۵۰۳۱     | ۱۳۸۷/۱۲/۱۸ |       |